# هجونامه فردوسی
هَجونامه یا به پارسی سره: نکوهش نامه سروده‌ای در نکوهشِ سلطان محمود غزنوی است که از فردوسی دانسته شده‌است. به گفتار نظامی عروضی صد بیت بوده و شش بیت از آن به‌جای مانده‌است. ویرایش‌های گوناگونی از این هجونامه در دست بوده‌است که از ۳۲ بیت تا ۱۶۰ بیت داشته‌اند. برخی از پژوهشگران نسبت دادن چنین هجونامه‌ای به فردوسی را نادرست دانسته‌اند، مانند محمود شیرانی که با درنگریستن به این‌که بسیاری از بیت‌های این هجونامه از خود شاهنامه یا مثنوی‌های دیگر آمده‌اند و بیت‌های دیگر نیز از دید ادبی کاستی دارند، چنین نتیجه‌گیری کرد که این هجونامه ساختگی است. اما محمدامین ریاحی با درنگریستن به این‌که از این هجونامه در شهریارنامهٔ عثمان مختاری، از ستایشگران مسعود سوم غزنوی نوادهٔ محمود، — که پیش از چهارمقالهٔ نظامی عروضی نوشته شده، نام برده شده — سرودن هجونامه‌ای به‌دست فردوسی را پذیرفتنی دانسته‌است. پژوهشگرانی مانند نولدکه، تقی‌زاده و صفا نیز باور به اصیل بودن هجونامه و بنیاد برخی بیت‌های آن دارند. نولدکه باور دارد که به گواه واژهٔ «این نامه» در برخی بیت‌های هجونامه، فردوسی به پیوست شاهنامه، هجونامه را آورده‌است تا با این کار همهٔ بیت‌های پراکنده در شاهنامه را — که در ستایش محمود بوده‌است — بزداید. همچنین جلال خالقی مطلق بر این باور است که به‌سبب برساخته بودن بیشتر بیت‌های هجونامه نمی‌توان بنیاد آن را نادیده گرفت و در آن‌جا نیز بیت‌های زیبایی وجود دارد که از شاهنامه برگرفته نشده‌است؛ و می‌گوید چنین می‌نماید که شیرانی بیشتر در پی پشتیبانی از محمود بوده‌است. برپایهٔ بیتی در هجونامه که فردوسی در آن به هشتاد سالگی خود اشاره می‌کند، هجونامه پیش از سال ۴۰۹ ه‍.ق سروده شده‌است.